# Sam Jones (musicien)
Pour les articles homonymes, voir Sam Jones, Samuel Jones (homonymie) et Jones.
Samuel Jones, dit Sam Jones, né le 12 novembre 1924 à Jacksonville en Floride et mort le 15 décembre 1981 à New York, est un contrebassiste, violoncelliste et compositeur de jazz américain.

## Biographie
Il a joué avec Tiny Bradshaw, Les Jazz Modes, Kenny Dorham, Illinois Jacquet, Dizzy Gillespie (1958-59) et Thelonious Monk. Il est plus connu pour son travail avec Julian Cannonball Adderley (1959-65), mais il a aussi travaillé plusieurs années avec Oscar Peterson et Cedar Walton et enregistré avec Bill Evans dans les années 1950. Sa carrière s'est principalement déroulée sur la scène jazz de New York.

## Discographie

### En tant que leader
- 1960:  The Soul Society (Riverside)
- 1961:  The Chant (Riverside)
- 1962:  Down Home (Riverside)
- 1976:  Cello Again (Xanadu Records)
- 1977:  Changes and Things (Xanadu)
- 1977:  Something In Common (Muse Records)
- 1978: Visitation (SteepleChase Records)
- 1988:  Right Down Front: The Riverside Collection (Original Jazz Classics)

### En tant que sideman
Avec Cannonball Adderley
- Somethin' Else (1958; Blue Note)
- Portrait of Cannonball by Cannonball Adderley (1959; Riverside)
- The Cannonball Adderley Quintet in San Francisco (1959; Riverside)
- Them Dirty Blues by Cannonball Adderley (1960; Riverside)
- The Cannonball Adderley Quintet at the Lighthouse (1960; Riverside)
- African Waltz (1961; Riverside)
- The Cannonball Adderley Quintet Plus (1961; Riverside)
- Nancy Wilson and Cannonball Adderley (1961; Riverside)
- The Cannonball Adderley Sextet in New York (1962; Riverside)
- Cannonball in Europe! (1962; Riverside)
- Jazz Workshop Revisited (1962; Riverside)
- Autumn Leaves (1963; Riverside [Japan])
- Nippon Soul (1963; Riverside)
- Cannonball Adderley Live! (1964)
- Live Session! (1964)
- Cannonball Adderley's Fiddler on the Roof (1964)

Avec Nat Adderley
- To the Ivy League from Nat (1956; EmArcy)
- Work Song (1960; Riverside)

Avec Lou Donaldson
- The Time is Right (1959; Blue Note)
- Sunny Side Up (1960; Blue Note)
- Blowing in the Wind (1966; Cadet)
- Lou Donaldson At His Best (1966; Cadet)

Avec Bobby Timmons
- This Here is Bobby Timmons(1960; Riverside)
- Soul Time (1960; Riverside)
- Easy Does It (1961; Riverside)
- Born to be Blue (1963; Riverside)

Avec d'autres musiciens
- 1958, avec Clark Terry : In Orbit (Riverside Records)
- 1958, avec Bill Evans : Everybody Digs Bill Evans (Riverside)
- 1959, avec Donald Byrd : Byrd in Hand (Blue Note Records)
- 1960, avec Freddie Hubbard : Open Sesame (Blue Note Records)
- 1960, avec Barry Harris at the Jazz Workshop : Open Sesame (Riverside)
- 1960, avec John Lee Hooker : That's My Story (Riverside)
- 1961, avec Paul Gonsalves : Gettin' Together!
- 1962, avec Ike Quebec : Blue & Sentimental
- 1974, avec Terry Gibbs : Bopstacle Course (Xanadu Records)
- 1975, avec Jimmy Raney : The Influence (Xanadu Records)
- 1976 : Double Bass avec Niels-Henning Ørsted Pedersen
- 1976, avec Al Cohn : Al Cohn's America (Xanadu Records)
- 1976, avec Al Cohn et Dexter Gordon : True Blue (Xanadu Records)
- 1976, avec Al Cohn et Dexter Gordon : Silver Blue (Xanadu Records)
- 1978, avec Ted Dunbar : Opening Remarks (Xanadu Records)
- 1978, avec Billy Mitchell : The Colossus Of Detroit (Xanadu Records)